# Allaman
Allaman je obec na jihozápadě Švýcarska, v okrese Morges v kantonu Vaud. Žije zde 442 obyvatel.

## Geografie
Allaman leží v nadmořské výšce 405 m, vzdušnou čarou 9 km jihozápadně od okresního města Morges. Obec se nachází na náhorní plošině asi 30 metrů nad hladinou Ženevského jezera, na říčce Armary, západně od údolí řeky Aubonne.
Území obce o rozloze 2,6 km² zahrnuje malou část severního břehu Ženevského jezera. Území obce se rozkládá od břehu jezera směrem na sever přes rovinaté pobřeží na náhorní plošinu na úpatí pohoří Vaud Côte. Nejvyšší bod Allamanu se nachází na této náhorní plošině ve výšce 427 m n. m. Západní hranici tvoří potok Eau Noire, zatímco východní hranice vede podél klikatého toku řeky Aubonne. Řeka vyhloubila do náhorní plošiny údolí a vytvořila u svého ústí do Ženevského jezera velký náplavový kužel, jehož západní část patří k Allamanu. Oblast kolem jezera je chráněnou oblastí národního významu pod názvem Chanivaz - Delta de l’Aubonne.
V roce 1997 tvořila 22 % rozlohy obce zastavěná plocha, 17 % lesy a lesní porosty, 59 % zemědělství a o něco méně než 2 % neproduktivní půda.
K Allamanu patří také několik jednotlivých usedlostí. Sousedními obcemi Allamanu jsou Perroy, Féchy, Aubonne, Etoy a Buchillon.

## Historie

Letecký pohled (1946)

V obci Allaman byly nalezeny hroby z neolitu a doby bronzové. Z doby římské pocházejí zbytky základů domů a mince. První jistá listinná zmínka o obci pochází z roku 1177 ve slovním spojení in Alemaniis; tvar Alamant se objevuje z roku 1235. Název místa pravděpodobně vychází z často doloženého osobního jména Al(l)amandus/Alamannus/Alamant nebo z etnonyma alaman(d).
Od středověku byl Allaman sídlem panství Allaman, jehož polovina patřila stejnojmennému místnímu šlechtickému rodu a druhá polovina pánům z Aubonne. Po dobytí Vaudu Bernem v roce 1536 přešel Allaman pod správu panství Morges. Po pádu Staré konfederace patřila obec v letech 1798–1803 v období helvétského soustátí ke kantonu Léman, který byl poté po vstupu v platnost Ústavy o zprostředkování sloučen s kantonem Vaud. V roce 1798 byla obec přiřazena nejprve k okresu Aubonne, od roku 1803 pak k okresu Rolle.

## Obyvatelstvo
| Rok            | 1850 | 1900 | 1910 | 1930 | 1950 | 1960 | 1970 | 1980 | 1990 | 2000 |
| Počet obyvatel | 292  | 334  | 363  | 388  | 369  | 369  | 410  | 341  | 398  | 392  |

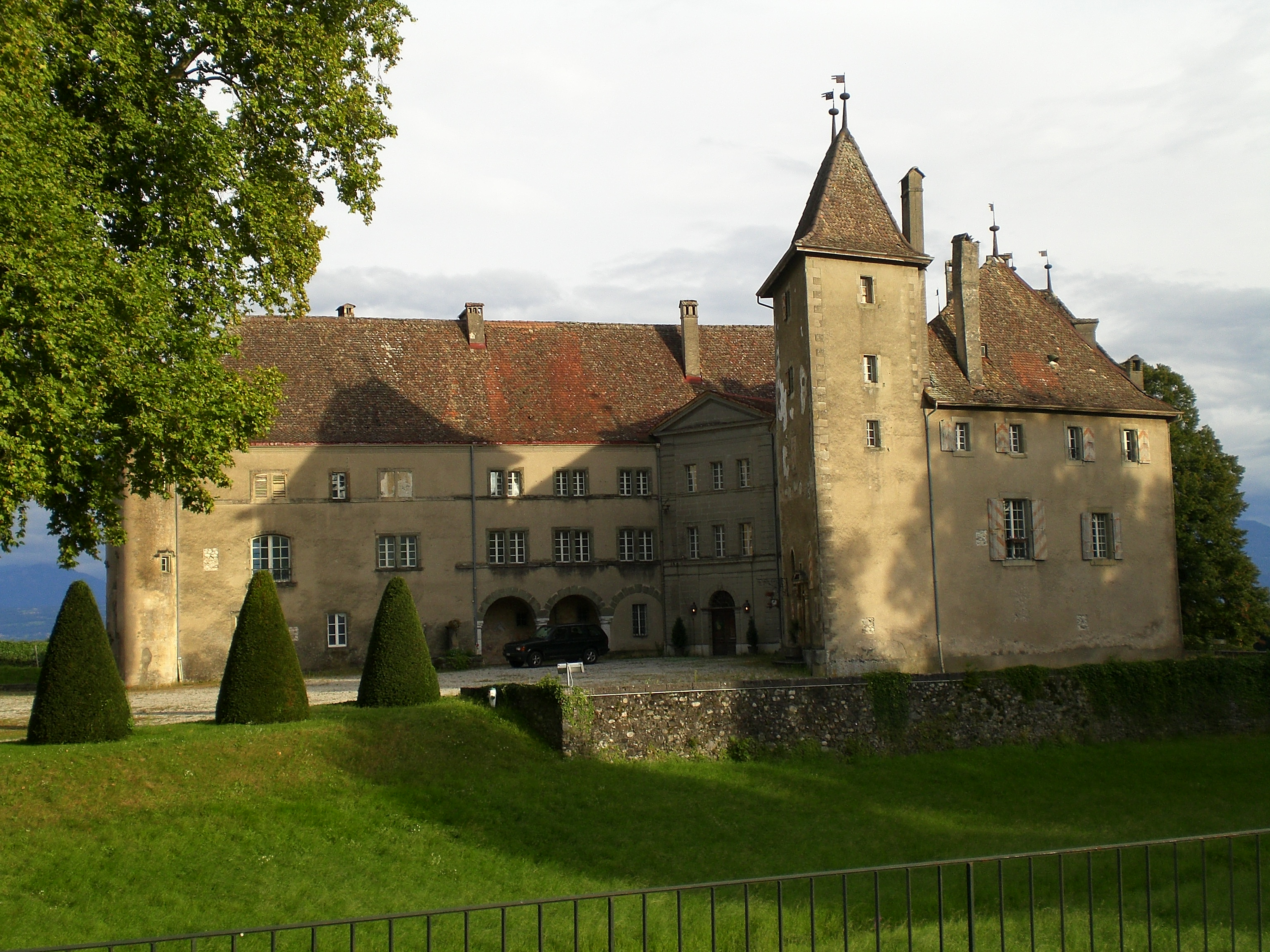
Zámek Allaman

86,0 % obyvatel hovoří francouzsky, 4,1 % německy a 3,1 % portugalsky (stav v roce 2000). V roce 1850 žilo v Allamanu 292 obyvatel a v roce 1920 403 obyvatel. Od té doby se počet obyvatel pohybuje mezi 350 a 400 obyvateli.

## Hospodářství
Až do 20. století byla Allaman vesnice převážně zemědělská. Díky jižním svahům v okolí obce má velký význam vinařství a částečně i orná půda. Od roku 1895 je v Allamanu továrna na výrobu cementových trubek. Další pracovní příležitosti jsou k dispozici v místním průmyslu a ve službách. Od roku 1984 se Allaman vyvinul v největší oblast pěstování kiwi ve Švýcarsku.

## Doprava
Obec má dobré dopravní spojení. Leží na hlavní silnici č. 1 vedoucí ze Ženevy podél břehu jezera do Lausanne. Dálniční křižovatka Aubonne na dálnici A1 (Ženeva–Lausanne), která byla otevřena v roce 1964, je vzdálena asi 1 km od obce. 14. dubna 1858 byl zprovozněn úsek železniční trati Lausanne–Ženeva z Morges do Coppet se stanicí v Allamanu. Tato železniční stanice dnes slouží také jako důležitá stanice pro nákladní dopravu v okolí. Od 23. července 1896 do 17. května 1952 byla v provozu elektrická dráha Allaman-Aubonne-Gimel (AAG); místo ní dnes jezdí autobusová linka Allaman – Aubonne – Gimel.